# Crkva sv. Ivana Krstitelja u Župi
Crkva sv. Ivana Krstitelja u Župi i obližnje arheološko nalazište, zaštićeno kulturno dobro.

## Opis dobra
Vrijeme nastanka: 15. do 20. stoljeće. Jednobrodna crkva sv. Ivana Krstitelja na groblju u Župi sagrađena je 1906. g. Duga 25 i široka 9 m., građena od kamenih klesanaca, s polukružnom apsidom na sjeveru, jednostavnim profiliranim ulazom na glavnom pročelju i zvonikom na preslicu s dva zvona u zabatu. Dvostrešni krov crkve prekriven je utorenim crijepom. U unutrašnjosti crkve su dva drvena oltara, izrađena u drvodjeljskoj radionici Rako u Imotskom. Sjeverno od crkve, ostaci su porušene crkvice s početka 17. stoljeća. Oko crkvice, te uzidano u nju i obližnju kapelicu, nalazi se 40-ak ploča i sanduka od čega je većina ukrašena karakterističnim motivima za ovo područje, što upućuje na postojanje srednjovjekovnog groblja.

## Zaštita
Pod oznakom Z-5534 zavedeni su kao nepokretno kulturno dobro - pojedinačno, pravna statusa zaštićena kulturnog dobra, klasificirano kao "sakralna graditeljska baština".